# 維達瓦
49°25′7″N 26°29′33″E / 49.41861°N 26.49250°E
維達瓦（烏克蘭語：Видава）是位於烏克蘭西部的村莊，由赫梅利尼茨基州裡赫梅利尼茨基區的維季夫齊市鎮負責管轄。該村面積1.49平方公里，海拔高度304米，2001年人口396，人口密度每平方公里265.8人。